# إيرني هانيغان
إيرني هانيغان (بالإنجليزية: Ernie Hannigan)‏ هو لاعب كرة قدم بريطاني، ولد في 23 يناير 1943 في غلاسكو في المملكة المتحدة، وتوفي في 21 مايو 2015 في برث في أستراليا. لعب مع بريستون نورث إيند وريث روفرز وكوفنتري سيتي وكوين أوف ساوث ونادي توركي يونايتد ونادي غرينوك مورتون ونيويورك كوسموس.